# Стеценко Юрій Дмитрович
Юрій Дмитрович Стеценко (нар. 6 листопада 1935?) — український радянський діяч, 1-й секретар Московського райкому КПУ міста Харкова, 1-й заступник завідувача відділу організаційно-партійної роботи ЦК КПУ. Кандидат у члени ЦК КПУ в лютому 1981 — лютому 1986 року.

## Біографія
Освіта вища. Член КПРС з 1960 року.
На 1973—1976 роки — 1-й секретар Московського районного комітету КПУ міста Харкова.
На 1980—1982 роки — 1-й заступник завідувача відділу організаційно-партійної роботи ЦК КПУ.
Потім — на пенсії в місті Києві.

## Нагороди
- ордени
- медалі